# Halictus bagirensis
Halictus bagirensis är en biart som beskrevs av Blüthgen 1936. Halictus bagirensis ingår i släktet bandbin, och familjen vägbin. Inga underarter finns listade i Catalogue of Life.